# Kosmos 55
Kosmos 55 – radziecki satelita telekomunikacyjny wysłany wraz z bliźniaczymi Kosmos 54 i 56. Dziesiąty statek typu Strzała.